# Poma de relleno de Vilabertran

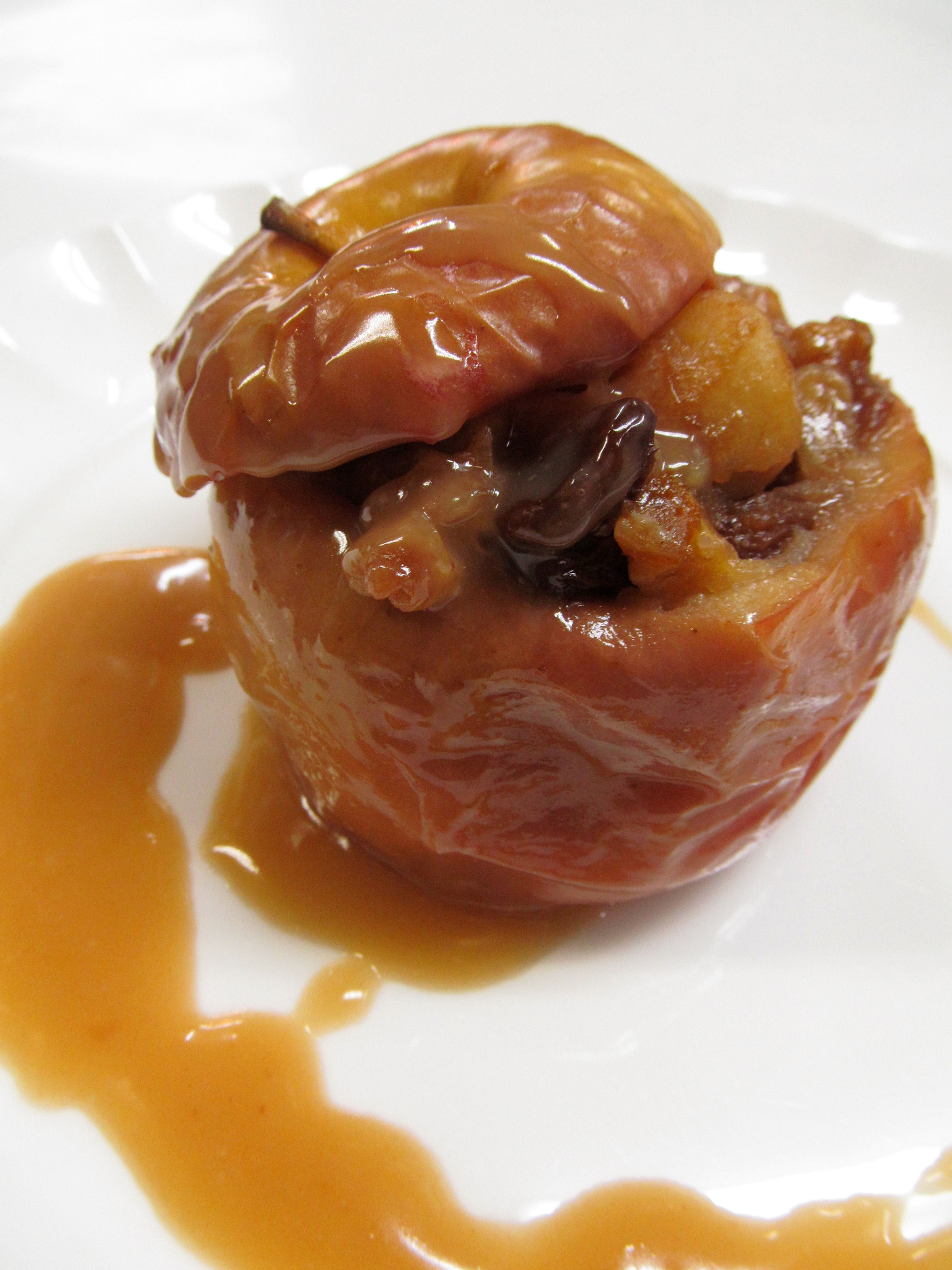
Poma de relleno

La poma de relleno de Vilabertran són unes postres típiques de l'Empordà que assoleixen la seva màxima esplendor a les festes majors d'agost i setembre. Des de segles passats a Vilabertran, era típic menjar pomes de relleno a la mitja part del ball i molta gent de la contrada s'apropava expressament al municipi per gaudir d'aquestes postres tan exquisides. El poble de Vilabertran les ha heretat i les ha sabudes mantenir a taula i, ara, les transmet a les noves generacions a través de la fira que se celebra cada any a mitjan setembre.

## Marca de garantia Productes de l'Empordà

Logotip Marca de Garantia Productes de l'Empordà

La poma de relleno de Vilabertran és un producte adherit a la Marca de garantia Productes de l'Empordà. Els productors adherits a Productes de l'Empordà han de superar periòdicament els controls d'un laboratori alimentari que en certifica la qualitat en les diferents fases del producte per tal de rebre la certificació.
És un segell alimentari que té per objectiu personalitzar i reconèixer els productes propis de l'Empordà i ajudar a promocionar la seva comercialització. Aquest distintiu certifica la qualitat i l'origen empordanès del productes.